# Pino Scaccia
Pino Scaccia, pseudonimo di Giuseppe Scaccianoce (Roma, 17 maggio 1946 – Roma, 28 ottobre 2020), è stato un giornalista, scrittore e blogger italiano.

## Biografia

Una foto a Pratica di Mare, durante il vertice Nato del 2002, con Lilli Gruber, Marco Ravaglioli, Pino Scaccia e Sergio Canciani

Nato a Roma nel 1946, è stato uno degli inviati della RAI. Ha seguito numerosi avvenimenti, dalla Prima guerra del Golfo, alla disgregazione dell'ex Unione Sovietica, dai conflitti dell'ex Jugoslavia con il relativo smembramento, alla crisi in Afghanistan, oltre al difficile dopoguerra in Iraq (dove è stato l'ultimo compagno di viaggio di Enzo Baldoni), fino alla rivolta in Libia.
Ha realizzato numerosi reportage in tutto il mondo, è stato il primo reporter occidentale ad entrare nella centrale di Černobyl', dopo il disastro nell'Ucraina Sovietica, a scoprire per primo i resti di Che Guevara in Bolivia e a mostrare le immagini fino a quel momento segrete dell'Area 51 nel deserto del Nevada, negli Stati Uniti. Si è occupato inoltre di cronaca con particolare riferimento a mafia, terrorismo e sequestri di persona, oltre a terremoti e disastri naturali.

Pino Scaccia con Tania Zamparo a Senigallia

Nel 2002 ha condotto in prima serata su Raiuno il premio Nettuno d'Argento da Senigallia, con Pippo Baudo e Tania Zamparo.
Prima di dedicarsi a tempo pieno all'attività di blogger e scrittore, è stato caporedattore dei servizi speciali del Tg1. È stato docente del master di giornalismo radiotelevisivo all'Università Lumsa di Roma. Ha scritto 15 libri. Pino Scaccia da anni è stato un punto di riferimento per le ricerche dei militari italiani scomparsi in Russia durante la Seconda guerra mondiale. Curava il blog Lettere dal Don.
Ha pubblicato quattro saggi con testimonianze, fotografie, lettere, diari di superstiti o caduti dell'ARMIR e curava per l'editore Tralerighe la collana "Amori maledetti".
È morto il 28 ottobre 2020 all'età di 74 anni al Covid hospital di Casal Palocco, a Roma, nel quale era ricoverato da alcuni giorni, per complicazioni da COVID-19. I funerali si sono tenuti a Ostia, dove Scaccia risiedeva da decenni.

## Controversie
Nel 2015 ha pubblicato sul suo blog un post (poi rimosso) in cui parlava di una «sconvolgente controinchiesta sull'11 settembre», dando credito alla falsa tesi complottista che vorrebbe delle cariche di dinamite piazzate nelle Torri Gemelle, attingendo, come fonte, da un sito che commercializza gadget sull'11 settembre.

## Opere
- Armir, sulle tracce di un esercito perduto (1992)
- Sequestro di persona (2000)
- Kabul, la città che non c'è (2002)
- La Torre di Babele (2005)
- Lettere dal Don (2011)
- Shabab - la rivolta in Libia vista da vicino (2011)
- Mafija - dalla Russia con ferocia (2014)
- Nell'inferno dei narcos, con Miriam Marcazzan (2015)
- Giornalismo, ritorno al futuro (2015)
- Armir (2015)
- Voci e ombre dal Don (2017)
- Dittatori (Hitler e Mussolini tra passioni e potere), con Anna Raviglione (2018)
- Le ultime lettere dal fronte del Don (2019)
- Tutte le donne del presidente, con Anna Raviglione (2020)
- Un inverno mai così freddo come nel 1943 (2020)